# أندريه دوكنز
أندريه دوكنز (بالإنجليزية: Andre Dawkins) مواليد 19 سبتمبر 1991 في فيرفاكس، هو لاعب كرة سلة أمريكي بدأ مسيرته الاحترافية في سنة 2014 ويحمل الرقم 24. يبلغ طوله 6 قدم 4 بوصة (1.9 م).

## إحصائيات المسيرة

### الموسم الاعتيادي
| السنة   | الفريق    | لعب | بدأ | دقيقة | ميداني% | ثلاثية | حرة  | ارتداد | صنع | استلاب | تصدي | نقطة |
| ------- | --------- | --- | --- | ----- | ------- | ------ | ---- | ------ | --- | ------ | ---- | ---- |
| 2014–15 | ميامي هيت | 4   | 0   | 5.5   | .167    | .167   | .000 | .5     | .3  | .0     | .0   | .8   |
| المسيرة |           | 4   | 0   | 5.5   | .167    | .167   | .000 | .5     | .3  | .0     | .0   | .8   |

## روابط خارجية
- أندريه دوكنز على موقع إن بي أي (الإنجليزية)
- أندريه دوكنز على موقع سبورتس رفرنس (الإنجليزية)
- أندريه دوكنز على موقع كرة السلة الأوروبية.كوم (الإنجليزية)
- أندريه دوكنز على موقع كلية كرة السلة في سبورتس رفرنس.كوم (الإنجليزية)
- أندريه دوكنز على موقع ريلجم (الإنجليزية)
- أندريه دوكنز على موقع بروبوليرز (الإنجليزية)
- أندريه دوكنز على موقع سبورتس رفرنس (الإنجليزية)
- أندريه دوكنز على موقع سبورتس رفرنس (الإنجليزية)